# Grand Prix cycliste de Montréal 2019
Le Grand Prix cycliste de Montréal 2019 est la 10e édition de cette course cycliste masculine sur route. La course a lieu le 15 septembre 2019 autour de la ville de Montréal, au Canada, et fait partie du calendrier UCI World Tour 2019 en catégorie 1.UWT.

## Présentation

### Parcours
Le parcours est un circuit vallonné de 12,2 kilomètres à parcourir à dix-huit reprises soit une distance totale de 219,6 kilomètres.

### Équipes
Le Grand Prix cycliste de Montréal faisant partie du calendrier de l'UCI World Tour, les dix-huit « World Teams » y participent. Deux équipes continentales professionnelles et une sélection nationale ont reçu une invitation.
| WorldTeams (18)- AG2R La Mondiale - Astana - Bahrain-Merida - Bora-hansgrohe - CCC Team - Deceuninck-Quick Step - Dimension Data - EF Education First - Groupama-FDJ - Team Jumbo-Visma - Lotto Soudal - Mitchelton-Scott - Movistar Team - Katusha-Alpecin - Ineos - Team Sunweb - Trek-Segafredo - UAE Team Emirates Équipes continentales professionnelles (2)- Rally UHC Cycling - Israel Cycling Academy Équipe nationale- Canada |
| |

## Classements

### Classement de la course
| \| Classement général \| Classement général \| Classement général \| Classement général \| Classement général \| \| Coureur \| Coureur \| Pays \| Équipe \| Temps \| \| ------------------ \| ------------------- \| ------------------ \| ---------------------- \| ------------------ \| \| 1er \| Greg Van Avermaet \| Belgique \| CCC Team \| 6 h 09 min 38 s \| \| 2e \| Diego Ulissi \| Italie \| UAE Team Emirates \| + 0 s \| \| 3e \| Iván García Cortina \| Espagne \| Bahrain-Merida \| + 0 s \| \| 4e \| Tim Wellens \| Belgique \| Lotto-Soudal \| + 0 s \| \| 5e \| Michael Valgren \| Danemark \| Dimension Data \| + 0 s \| \| 6e \| Kristian Sbaragli \| Italie \| Israel Cycling Academy \| + 0 s \| \| 7e \| Rui Costa \| Portugal \| UAE Team Emirates \| + 0 s \| \| 8e \| Michael Woods \| Canada \| EF Education First \| + 0 s \| \| 9e \| Nans Peters \| France \| AG2R La Mondiale \| + 0 s \| \| 10e \| Bauke Mollema \| Pays-Bas \| Trek-Segafredo \| + 0 s \| \| 11e \| Jack Haig \| Australie \| Mitchelton-Scott \| + 0 s \| \| 12e \| Mathias Frank \| Suisse \| AG2R La Mondiale \| + 0 s \| \| 13e \| Julian Alaphilippe \| France \| Deceuninck-Quick Step \| + 0 s \| \| 14e \| Adam Yates \| Royaume-Uni \| Mitchelton-Scott \| + 0 s \| \| 15e \| Carlos Betancur \| Colombie \| Movistar Team \| + 5 s \| |                     |             |                        |                 |
| |                     |             |                        |                 |
| Source : ProCyclingStats |                     |             |                        |                 |
| Classement général |                     |             |                        |                 |
| Coureur | Coureur             | Pays        | Équipe                 | Temps           |
| 1er | Greg Van Avermaet   | Belgique    | CCC Team               | 6 h 09 min 38 s |
| 2e | Diego Ulissi        | Italie      | UAE Team Emirates      | + 0 s           |
| 3e | Iván García Cortina | Espagne     | Bahrain-Merida         | + 0 s           |
| 4e | Tim Wellens         | Belgique    | Lotto-Soudal           | + 0 s           |
| 5e | Michael Valgren     | Danemark    | Dimension Data         | + 0 s           |
| 6e | Kristian Sbaragli   | Italie      | Israel Cycling Academy | + 0 s           |
| 7e | Rui Costa           | Portugal    | UAE Team Emirates      | + 0 s           |
| 8e | Michael Woods       | Canada      | EF Education First     | + 0 s           |
| 9e | Nans Peters         | France      | AG2R La Mondiale       | + 0 s           |
| 10e | Bauke Mollema       | Pays-Bas    | Trek-Segafredo         | + 0 s           |
| 11e | Jack Haig           | Australie   | Mitchelton-Scott       | + 0 s           |
| 12e | Mathias Frank       | Suisse      | AG2R La Mondiale       | + 0 s           |
| 13e | Julian Alaphilippe  | France      | Deceuninck-Quick Step  | + 0 s           |
| 14e | Adam Yates          | Royaume-Uni | Mitchelton-Scott       | + 0 s           |
| 15e | Carlos Betancur     | Colombie    | Movistar Team          | + 5 s           |

- Meilleur grimpeur :  Nickolas Zukowsky (Équipe Canada)
- Meilleur canadien : Michael Woods (EF Education First)

### Classements UCI
La course distribue aux soixante premiers coureurs les points suivants pour le classement individuel de l'UCI World Tour (uniquement pour les coureurs membres d'équipes World Tour) et le Classement mondial UCI (pour tous les coureurs) :
| Position | 1er | 2e  | 3e  | 4e  | 5e  | 6e  | 7e  | 8e  | 9e  | 10e | 11e | 12e | 13e | 14e | 15e | 16e à 20e | 21e à 30e | 31e à 50e | 51e à 55e | 56e à 60e |
| Points   | 500 | 400 | 325 | 275 | 225 | 175 | 150 | 125 | 100 | 85  | 70  | 60  | 50  | 40  | 35  | 30        | 20        | 10        | 5         | 3         |

## Liste des participants
| Team Sunweb SUN | Team Sunweb SUN           | Team Sunweb SUN |
| --------------- | ------------------------- | --------------- |
| Num             | Coureur                   | Pos             |
| 1               | Michael Matthews (AUS)    | 19e             |
| 2               | Louis Vervaeke (BEL)      | 65e             |
| 3               | Jan Bakelants (BEL)       | 46e             |
| 4               | Jai Hindley (AUS)         | 70e             |
| 5               | Marc Hirschi (SUI)        | 58e             |
| 6               | Lennard Kämna (GER)       | AB              |
| 7               | Johannes Fröhlinger (GER) | AB              |

| Deceuninck-Quick Step DQT | Deceuninck-Quick Step DQT | Deceuninck-Quick Step DQT |
| ------------------------- | ------------------------- | ------------------------- |
| Num                       | Coureur                   | Pos                       |
| 11                        | Julian Alaphilippe (FRA)  | 13e                       |
| 12                        | Kasper Asgreen (DEN)      | 20e                       |
| 13                        | Dries Devenyns (BEL)      | 64e                       |
| 14                        | Remco Evenepoel (BEL)     | 53e                       |
| 15                        | Mikkel Honoré (DEN)       | 89e                       |
| 16                        | Enric Mas (ESP)           | 16e                       |
| 17                        | Pieter Serry (BEL)        | AB                        |

| Bora-Hansgrohe BOH | Bora-Hansgrohe BOH           | Bora-Hansgrohe BOH |
| ------------------ | ---------------------------- | ------------------ |
| Num                | Coureur                      | Pos                |
| 21                 | Peter Sagan (SVK)            | 18e                |
| 22                 | Cesare Benedetti (ITA)       | 49e                |
| 23                 | Marcus Burghardt (GER)       | AB                 |
| 24                 | Patrick Konrad (AUT) (route) | 62e                |
| 25                 | Jay McCarthy (AUS)           | 56e                |
| 26                 | Daniel Oss (ITA)             | AB                 |
| 27                 | Christoph Pfingsten (GER)    | AB                 |

| CCC Team CCC | CCC Team CCC            | CCC Team CCC |
| ------------ | ----------------------- | ------------ |
| Num          | Coureur                 | Pos          |
| 31           | Greg Van Avermaet (BEL) | 1er          |
| 32           | Josef Černý (CZE)       | AB           |
| 33           | Simon Geschke (GER)     | 72e          |
| 34           | Serge Pauwels (BEL)     | AB           |
| 35           | Joey Rosskopf (USA)     | 47e          |
| 36           | Michael Schär (SUI)     | 78e          |
| 37           | Łukasz Wiśniowski (POL) | AB           |

| AG2R La Mondiale ALM | AG2R La Mondiale ALM         | AG2R La Mondiale ALM |
| -------------------- | ---------------------------- | -------------------- |
| Num                  | Coureur                      | Pos                  |
| 41                   | Oliver Naesen (BEL)          | 36e                  |
| 42                   | Benoît Cosnefroy (FRA)       | 17e                  |
| 43                   | Julien Duval (FRA)           | 73e                  |
| 44                   | Mathias Frank (SUI)          | 12e                  |
| 45                   | Alexis Gougeard (FRA)        | AB                   |
| 46                   | Aurélien Paret-Peintre (FRA) | 74e                  |
| 47                   | Nans Peters (FRA)            | 9e                   |

| Bahrain-Merida TBM | Bahrain-Merida TBM        | Bahrain-Merida TBM |
| ------------------ | ------------------------- | ------------------ |
| Num                | Coureur                   | Pos                |
| 51                 | Vincenzo Nibali (ITA)     | 54e                |
| 52                 | Valerio Agnoli (ITA)      | AB                 |
| 53                 | Grega Bole (SLO)          | 80e                |
| 54                 | Damiano Caruso (ITA)      | 52e                |
| 55                 | Sonny Colbrelli (ITA)     | AB                 |
| 56                 | Iván García Cortina (ESP) | 3e                 |
| 57                 | Matej Mohorič (SLO)       | 26e                |

| Team Ineos INS | Team Ineos INS             | Team Ineos INS |
| -------------- | -------------------------- | -------------- |
| Num            | Coureur                    | Pos            |
| 61             | Geraint Thomas (GBR)       | AB             |
| 62             | Leonardo Basso (ITA)       | AB             |
| 63             | Christian Knees (GER)      | 76e            |
| 64             | Michał Kwiatkowski (POL)   | AB             |
| 65             | Christopher Lawless (GBR)  | AB             |
| 66             | Kristoffer Halvorsen (NOR) | AB             |
| 67             | Jonathan Castroviejo (ESP) | 35e            |

| UAE Team Emirates UAD | UAE Team Emirates UAD   | UAE Team Emirates UAD |
| --------------------- | ----------------------- | --------------------- |
| Num                   | Coureur                 | Pos                   |
| 71                    | Diego Ulissi (ITA)      | 2e                    |
| 72                    | Sven Erik Bystrøm (NOR) | 67e                   |
| 73                    | Rui Costa (POR)         | 7e                    |
| 74                    | Dan Martin (IRL)        | 59e                   |
| 75                    | Rui Oliveira (POR)      | 79e                   |
| 76                    | Jasper Philipsen (BEL)  | 94e                   |
| 77                    | Jan Polanc (SLO)        | 41e                   |

| Astana AST | Astana AST                  | Astana AST |
| ---------- | --------------------------- | ---------- |
| Num        | Coureur                     | Pos        |
| 81         | Hugo Houle (CAN)            | 28e        |
| 82         | Pello Bilbao (ESP)          | AB         |
| 83         | Davide Ballerini (ITA)      | AB         |
| 84         | Andrey Zeits (KAZ)          | 40e        |
| 85         | Magnus Cort Nielsen (DEN)   | 57e        |
| 86         | Davide Villella (ITA)       | 32e        |
| 87         | Jonas Gregaard Wilsly (DEN) | 38e        |

| Lotto-Soudal LTS | Lotto-Soudal LTS      | Lotto-Soudal LTS |
| ---------------- | --------------------- | ---------------- |
| Num              | Coureur               | Pos              |
| 91               | Tim Wellens (BEL)     | 4e               |
| 92               | Stan Dewulf (BEL)     | 87e              |
| 93               | Lawrence Naesen (BEL) | AB               |
| 94               | Nikolas Maes (BEL)    | 93e              |
| 95               | Maxime Monfort (BEL)  | 69e              |
| 96               | Jelle Vanendert (BEL) | 45e              |

| Groupama-FDJ GFC | Groupama-FDJ GFC       | Groupama-FDJ GFC |
| ---------------- | ---------------------- | ---------------- |
| Num              | Coureur                | Pos              |
| 101              | Antoine Duchesne (CAN) | 90e              |
| 102              | Kevin Geniets (LUX)    | 30e              |
| 103              | Olivier Le Gac (FRA)   | 85e              |
| 104              | Valentin Madouas (FRA) | 48e              |
| 105              | Rudy Molard (FRA)      | 24e              |
| 106              | William Bonnet (FRA)   | AB               |
| 107              | Anthony Roux (FRA)     | 31e              |

| EF Education First EF1 | EF Education First EF1    | EF Education First EF1 |
| ---------------------- | ------------------------- | ---------------------- |
| Num                    | Coureur                   | Pos                    |
| 111                    | Michael Woods (CAN)       | 8e                     |
| 112                    | Julius van den Berg (NED) | AB                     |
| 113                    | Alberto Bettiol (ITA)     | 51e                    |
| 114                    | Nathan Brown (USA)        | 83e                    |
| 115                    | Alex Howes (USA) (route)  | 25e                    |
| 116                    | Sep Vanmarcke (BEL)       | 61e                    |
| 117                    | James Whelan (AUS)        | 88e                    |

| Team Jumbo-Visma TJV | Team Jumbo-Visma TJV   | Team Jumbo-Visma TJV |
| -------------------- | ---------------------- | -------------------- |
| Num                  | Coureur                | Pos                  |
| 121                  | Danny van Poppel (NED) | AB                   |
| 122                  | Laurens De Plus (BEL)  | 68e                  |
| 123                  | Tom Leezer (NED)       | AB                   |
| 124                  | Paul Martens (GER)     | 71e                  |
| 125                  | Jonas Vingegaard (DEN) | 84e                  |
| 126                  | Timo Roosen (NED)      | 21e                  |
| 127                  | Antwan Tolhoek (NED)   | 81e                  |

| Trek-Segafredo TFS | Trek-Segafredo TFS         | Trek-Segafredo TFS |
| ------------------ | -------------------------- | ------------------ |
| Num                | Coureur                    | Pos                |
| 131                | Richie Porte (AUS)         | AB                 |
| 132                | Nicola Conci (ITA)         | AB                 |
| 133                | Julien Bernard (FRA)       | AB                 |
| 134                | Michael Gogl (AUT)         | AB                 |
| 135                | Bauke Mollema (NED)        | 10e                |
| 136                | Toms Skujiņš (LAT) (route) | 23e                |
| 137                | Jasper Stuyven (BEL)       | 29e                |

| Movistar Team MOV | Movistar Team MOV      | Movistar Team MOV |
| ----------------- | ---------------------- | ----------------- |
| Num               | Coureur                | Pos               |
| 141               | Carlos Betancur (COL)  | 15e               |
| 142               | Jaime Castrillo (ESP)  | 77e               |
| 143               | Rubén Fernández (ESP)  | 43e               |
| 144               | Lluís Mas (ESP)        | AB                |
| 145               | Eduard Prades (ESP)    | 33e               |
| 146               | Jürgen Roelandts (BEL) | AB                |
| 147               | Jasha Sütterlin (GER)  | 60e               |

| Mitchelton-Scott MTS | Mitchelton-Scott MTS          | Mitchelton-Scott MTS |
| -------------------- | ----------------------------- | -------------------- |
| Num                  | Coureur                       | Pos                  |
| 151                  | Adam Yates (GBR)              | 14e                  |
| 152                  | Brent Bookwalter (USA)        | 66e                  |
| 153                  | Jack Haig (AUS)               | 11e                  |
| 154                  | Lucas Hamilton (AUS)          | 55e                  |
| 155                  | Daryl Impey (RSA) (route)     | 34e                  |
| 156                  | Christopher Juul Jensen (DEN) | 63e                  |
| 157                  | Robert Stannard (AUS)         | AB                   |

| Katusha-Alpecin TKA | Katusha-Alpecin TKA    | Katusha-Alpecin TKA |
| ------------------- | ---------------------- | ------------------- |
| Num                 | Coureur                | Pos                 |
| 161                 | Nathan Haas (AUS)      | 22e                 |
| 162                 | Jenthe Biermans (BEL)  | AB                  |
| 163                 | José Gonçalves (POR)   | AB                  |
| 164                 | Marco Haller (AUT)     | AB                  |
| 165                 | Reto Hollenstein (SUI) | 92e                 |
| 166                 | Rick Zabel (GER)       | AB                  |
| 167                 | Simon Špilak (SLO)     | AB                  |

| Dimension Data TDD | Dimension Data TDD                | Dimension Data TDD |
| ------------------ | --------------------------------- | ------------------ |
| Num                | Coureur                           | Pos                |
| 171                | Enrico Gasparotto (ITA)           | AB                 |
| 172                | Ryan Gibbons (RSA)                | 91e                |
| 173                | Michael Valgren (DEN)             | 5e                 |
| 174                | Reinardt Janse van Rensburg (RSA) | 27e                |
| 175                | Roman Kreuziger (CZE)             | AB                 |
| 176                | Gino Mäder (SUI)                  | AB                 |
| 177                | Tom-Jelte Slagter (NED)           | 50e                |

| Israel Cycling Academy ICA | Israel Cycling Academy ICA | Israel Cycling Academy ICA |
| -------------------------- | -------------------------- | -------------------------- |
| Num                        | Coureur                    | Pos                        |
| 181                        | Guillaume Boivin (CAN)     | AB                         |
| 182                        | Alexander Cataford (CAN)   | 37e                        |
| 183                        | Nathan Earle (AUS)         | 75e                        |
| 184                        | August Jensen (NOR)        | AB                         |
| 185                        | Krists Neilands (LAT)      | 42e                        |
| 186                        | Guy Sagiv (ISR) (route)    | 96e                        |
| 187                        | Kristian Sbaragli (ITA)    | 6e                         |

| Rally UHC Cycling RLY | Rally UHC Cycling RLY | Rally UHC Cycling RLY |
| --------------------- | --------------------- | --------------------- |
| Num                   | Coureur               | Pos                   |
| 191                   | Svein Tuft (CAN)      | AB                    |
| 192                   | Ryan Anderson (CAN)   | 95e                   |
| 193                   | Rob Britton (CAN)     | AB                    |
| 194                   | Gavin Mannion (USA)   | 44e                   |
| 195                   | Matteo Dal-Cin (CAN)  | AB                    |
| 196                   | Adam de Vos (CAN)     | 39e                   |
| 197                   | Nigel Ellsay (CAN)    | AB                    |

| Canada CAN | Canada CAN               | Canada CAN |
| ---------- | ------------------------ | ---------- |
| Num        | Coureur                  | Pos        |
| 201        | James Piccoli            | 86e        |
| 202        | Evan Burtnik             | AB         |
| 203        | Jordan Cheyne            | AB         |
| 204        | Charles-Étienne Chrétien | AB         |
| 205        | Laurent Gervais          | 97e        |
| 206        | Robin Plamondon          | AB         |
| 207        | Nickolas Zukowsky        | 82e        |

| Team Sunweb SUN | Team Sunweb SUN           | Team Sunweb SUN |
| --------------- | ------------------------- | --------------- |
| Num             | Coureur                   | Pos             |
| 1               | Michael Matthews (AUS)    | 19e             |
| 2               | Louis Vervaeke (BEL)      | 65e             |
| 3               | Jan Bakelants (BEL)       | 46e             |
| 4               | Jai Hindley (AUS)         | 70e             |
| 5               | Marc Hirschi (SUI)        | 58e             |
| 6               | Lennard Kämna (GER)       | AB              |
| 7               | Johannes Fröhlinger (GER) | AB              |

| Deceuninck-Quick Step DQT | Deceuninck-Quick Step DQT | Deceuninck-Quick Step DQT |
| ------------------------- | ------------------------- | ------------------------- |
| Num                       | Coureur                   | Pos                       |
| 11                        | Julian Alaphilippe (FRA)  | 13e                       |
| 12                        | Kasper Asgreen (DEN)      | 20e                       |
| 13                        | Dries Devenyns (BEL)      | 64e                       |
| 14                        | Remco Evenepoel (BEL)     | 53e                       |
| 15                        | Mikkel Honoré (DEN)       | 89e                       |
| 16                        | Enric Mas (ESP)           | 16e                       |
| 17                        | Pieter Serry (BEL)        | AB                        |

| Bora-Hansgrohe BOH | Bora-Hansgrohe BOH           | Bora-Hansgrohe BOH |
| ------------------ | ---------------------------- | ------------------ |
| Num                | Coureur                      | Pos                |
| 21                 | Peter Sagan (SVK)            | 18e                |
| 22                 | Cesare Benedetti (ITA)       | 49e                |
| 23                 | Marcus Burghardt (GER)       | AB                 |
| 24                 | Patrick Konrad (AUT) (route) | 62e                |
| 25                 | Jay McCarthy (AUS)           | 56e                |
| 26                 | Daniel Oss (ITA)             | AB                 |
| 27                 | Christoph Pfingsten (GER)    | AB                 |

| CCC Team CCC | CCC Team CCC            | CCC Team CCC |
| ------------ | ----------------------- | ------------ |
| Num          | Coureur                 | Pos          |
| 31           | Greg Van Avermaet (BEL) | 1er          |
| 32           | Josef Černý (CZE)       | AB           |
| 33           | Simon Geschke (GER)     | 72e          |
| 34           | Serge Pauwels (BEL)     | AB           |
| 35           | Joey Rosskopf (USA)     | 47e          |
| 36           | Michael Schär (SUI)     | 78e          |
| 37           | Łukasz Wiśniowski (POL) | AB           |

| AG2R La Mondiale ALM | AG2R La Mondiale ALM         | AG2R La Mondiale ALM |
| -------------------- | ---------------------------- | -------------------- |
| Num                  | Coureur                      | Pos                  |
| 41                   | Oliver Naesen (BEL)          | 36e                  |
| 42                   | Benoît Cosnefroy (FRA)       | 17e                  |
| 43                   | Julien Duval (FRA)           | 73e                  |
| 44                   | Mathias Frank (SUI)          | 12e                  |
| 45                   | Alexis Gougeard (FRA)        | AB                   |
| 46                   | Aurélien Paret-Peintre (FRA) | 74e                  |
| 47                   | Nans Peters (FRA)            | 9e                   |

| Bahrain-Merida TBM | Bahrain-Merida TBM        | Bahrain-Merida TBM |
| ------------------ | ------------------------- | ------------------ |
| Num                | Coureur                   | Pos                |
| 51                 | Vincenzo Nibali (ITA)     | 54e                |
| 52                 | Valerio Agnoli (ITA)      | AB                 |
| 53                 | Grega Bole (SLO)          | 80e                |
| 54                 | Damiano Caruso (ITA)      | 52e                |
| 55                 | Sonny Colbrelli (ITA)     | AB                 |
| 56                 | Iván García Cortina (ESP) | 3e                 |
| 57                 | Matej Mohorič (SLO)       | 26e                |

| Team Ineos INS | Team Ineos INS             | Team Ineos INS |
| -------------- | -------------------------- | -------------- |
| Num            | Coureur                    | Pos            |
| 61             | Geraint Thomas (GBR)       | AB             |
| 62             | Leonardo Basso (ITA)       | AB             |
| 63             | Christian Knees (GER)      | 76e            |
| 64             | Michał Kwiatkowski (POL)   | AB             |
| 65             | Christopher Lawless (GBR)  | AB             |
| 66             | Kristoffer Halvorsen (NOR) | AB             |
| 67             | Jonathan Castroviejo (ESP) | 35e            |

| UAE Team Emirates UAD | UAE Team Emirates UAD   | UAE Team Emirates UAD |
| --------------------- | ----------------------- | --------------------- |
| Num                   | Coureur                 | Pos                   |
| 71                    | Diego Ulissi (ITA)      | 2e                    |
| 72                    | Sven Erik Bystrøm (NOR) | 67e                   |
| 73                    | Rui Costa (POR)         | 7e                    |
| 74                    | Dan Martin (IRL)        | 59e                   |
| 75                    | Rui Oliveira (POR)      | 79e                   |
| 76                    | Jasper Philipsen (BEL)  | 94e                   |
| 77                    | Jan Polanc (SLO)        | 41e                   |

| Astana AST | Astana AST                  | Astana AST |
| ---------- | --------------------------- | ---------- |
| Num        | Coureur                     | Pos        |
| 81         | Hugo Houle (CAN)            | 28e        |
| 82         | Pello Bilbao (ESP)          | AB         |
| 83         | Davide Ballerini (ITA)      | AB         |
| 84         | Andrey Zeits (KAZ)          | 40e        |
| 85         | Magnus Cort Nielsen (DEN)   | 57e        |
| 86         | Davide Villella (ITA)       | 32e        |
| 87         | Jonas Gregaard Wilsly (DEN) | 38e        |

| Lotto-Soudal LTS | Lotto-Soudal LTS      | Lotto-Soudal LTS |
| ---------------- | --------------------- | ---------------- |
| Num              | Coureur               | Pos              |
| 91               | Tim Wellens (BEL)     | 4e               |
| 92               | Stan Dewulf (BEL)     | 87e              |
| 93               | Lawrence Naesen (BEL) | AB               |
| 94               | Nikolas Maes (BEL)    | 93e              |
| 95               | Maxime Monfort (BEL)  | 69e              |
| 96               | Jelle Vanendert (BEL) | 45e              |

| Groupama-FDJ GFC | Groupama-FDJ GFC       | Groupama-FDJ GFC |
| ---------------- | ---------------------- | ---------------- |
| Num              | Coureur                | Pos              |
| 101              | Antoine Duchesne (CAN) | 90e              |
| 102              | Kevin Geniets (LUX)    | 30e              |
| 103              | Olivier Le Gac (FRA)   | 85e              |
| 104              | Valentin Madouas (FRA) | 48e              |
| 105              | Rudy Molard (FRA)      | 24e              |
| 106              | William Bonnet (FRA)   | AB               |
| 107              | Anthony Roux (FRA)     | 31e              |

| EF Education First EF1 | EF Education First EF1    | EF Education First EF1 |
| ---------------------- | ------------------------- | ---------------------- |
| Num                    | Coureur                   | Pos                    |
| 111                    | Michael Woods (CAN)       | 8e                     |
| 112                    | Julius van den Berg (NED) | AB                     |
| 113                    | Alberto Bettiol (ITA)     | 51e                    |
| 114                    | Nathan Brown (USA)        | 83e                    |
| 115                    | Alex Howes (USA) (route)  | 25e                    |
| 116                    | Sep Vanmarcke (BEL)       | 61e                    |
| 117                    | James Whelan (AUS)        | 88e                    |

| Team Jumbo-Visma TJV | Team Jumbo-Visma TJV   | Team Jumbo-Visma TJV |
| -------------------- | ---------------------- | -------------------- |
| Num                  | Coureur                | Pos                  |
| 121                  | Danny van Poppel (NED) | AB                   |
| 122                  | Laurens De Plus (BEL)  | 68e                  |
| 123                  | Tom Leezer (NED)       | AB                   |
| 124                  | Paul Martens (GER)     | 71e                  |
| 125                  | Jonas Vingegaard (DEN) | 84e                  |
| 126                  | Timo Roosen (NED)      | 21e                  |
| 127                  | Antwan Tolhoek (NED)   | 81e                  |

| Trek-Segafredo TFS | Trek-Segafredo TFS         | Trek-Segafredo TFS |
| ------------------ | -------------------------- | ------------------ |
| Num                | Coureur                    | Pos                |
| 131                | Richie Porte (AUS)         | AB                 |
| 132                | Nicola Conci (ITA)         | AB                 |
| 133                | Julien Bernard (FRA)       | AB                 |
| 134                | Michael Gogl (AUT)         | AB                 |
| 135                | Bauke Mollema (NED)        | 10e                |
| 136                | Toms Skujiņš (LAT) (route) | 23e                |
| 137                | Jasper Stuyven (BEL)       | 29e                |

| Movistar Team MOV | Movistar Team MOV      | Movistar Team MOV |
| ----------------- | ---------------------- | ----------------- |
| Num               | Coureur                | Pos               |
| 141               | Carlos Betancur (COL)  | 15e               |
| 142               | Jaime Castrillo (ESP)  | 77e               |
| 143               | Rubén Fernández (ESP)  | 43e               |
| 144               | Lluís Mas (ESP)        | AB                |
| 145               | Eduard Prades (ESP)    | 33e               |
| 146               | Jürgen Roelandts (BEL) | AB                |
| 147               | Jasha Sütterlin (GER)  | 60e               |

| Mitchelton-Scott MTS | Mitchelton-Scott MTS          | Mitchelton-Scott MTS |
| -------------------- | ----------------------------- | -------------------- |
| Num                  | Coureur                       | Pos                  |
| 151                  | Adam Yates (GBR)              | 14e                  |
| 152                  | Brent Bookwalter (USA)        | 66e                  |
| 153                  | Jack Haig (AUS)               | 11e                  |
| 154                  | Lucas Hamilton (AUS)          | 55e                  |
| 155                  | Daryl Impey (RSA) (route)     | 34e                  |
| 156                  | Christopher Juul Jensen (DEN) | 63e                  |
| 157                  | Robert Stannard (AUS)         | AB                   |

| Katusha-Alpecin TKA | Katusha-Alpecin TKA    | Katusha-Alpecin TKA |
| ------------------- | ---------------------- | ------------------- |
| Num                 | Coureur                | Pos                 |
| 161                 | Nathan Haas (AUS)      | 22e                 |
| 162                 | Jenthe Biermans (BEL)  | AB                  |
| 163                 | José Gonçalves (POR)   | AB                  |
| 164                 | Marco Haller (AUT)     | AB                  |
| 165                 | Reto Hollenstein (SUI) | 92e                 |
| 166                 | Rick Zabel (GER)       | AB                  |
| 167                 | Simon Špilak (SLO)     | AB                  |

| Dimension Data TDD | Dimension Data TDD                | Dimension Data TDD |
| ------------------ | --------------------------------- | ------------------ |
| Num                | Coureur                           | Pos                |
| 171                | Enrico Gasparotto (ITA)           | AB                 |
| 172                | Ryan Gibbons (RSA)                | 91e                |
| 173                | Michael Valgren (DEN)             | 5e                 |
| 174                | Reinardt Janse van Rensburg (RSA) | 27e                |
| 175                | Roman Kreuziger (CZE)             | AB                 |
| 176                | Gino Mäder (SUI)                  | AB                 |
| 177                | Tom-Jelte Slagter (NED)           | 50e                |

| Israel Cycling Academy ICA | Israel Cycling Academy ICA | Israel Cycling Academy ICA |
| -------------------------- | -------------------------- | -------------------------- |
| Num                        | Coureur                    | Pos                        |
| 181                        | Guillaume Boivin (CAN)     | AB                         |
| 182                        | Alexander Cataford (CAN)   | 37e                        |
| 183                        | Nathan Earle (AUS)         | 75e                        |
| 184                        | August Jensen (NOR)        | AB                         |
| 185                        | Krists Neilands (LAT)      | 42e                        |
| 186                        | Guy Sagiv (ISR) (route)    | 96e                        |
| 187                        | Kristian Sbaragli (ITA)    | 6e                         |

| Rally UHC Cycling RLY | Rally UHC Cycling RLY | Rally UHC Cycling RLY |
| --------------------- | --------------------- | --------------------- |
| Num                   | Coureur               | Pos                   |
| 191                   | Svein Tuft (CAN)      | AB                    |
| 192                   | Ryan Anderson (CAN)   | 95e                   |
| 193                   | Rob Britton (CAN)     | AB                    |
| 194                   | Gavin Mannion (USA)   | 44e                   |
| 195                   | Matteo Dal-Cin (CAN)  | AB                    |
| 196                   | Adam de Vos (CAN)     | 39e                   |
| 197                   | Nigel Ellsay (CAN)    | AB                    |

| Canada CAN | Canada CAN               | Canada CAN |
| ---------- | ------------------------ | ---------- |
| Num        | Coureur                  | Pos        |
| 201        | James Piccoli            | 86e        |
| 202        | Evan Burtnik             | AB         |
| 203        | Jordan Cheyne            | AB         |
| 204        | Charles-Étienne Chrétien | AB         |
| 205        | Laurent Gervais          | 97e        |
| 206        | Robin Plamondon          | AB         |
| 207        | Nickolas Zukowsky        | 82e        |